# Al-Bassah
Ne doit pas être confondu avec al-Bassa.
Al-Bassah (en arabe : البصة) est une ville dans le nord-ouest de la Syrie, qui fait administrativement partie du Gouvernorat de Lattaquié et est située au sud de Lattaquié. À proximité se trouvent les localités de Baksa et Sqoubin au nord, de Hanadi et Fideo à l'est et de Bustan al-Basha au sud. Selon le Bureau  central des statistiques de Syrie, al-Bassah avait une population de 4 369 lors du recensement de 2004. Ses habitants sont majoritairement Alaouites.